# رايديل (دائرة انتخابية في المملكة المتحدة)
رايديل (بالإنجليزية: Ryedale)‏ هي إحدى الدوائر الانتخابية في المملكة المتحدة الممثلة في مجلس العموم في برلمان المملكة المتحدة.
عضو البرلمان الذي يمثلها حالياً هو :Mr John Greenway (Con).